# (2793) Valdaj
(2793) Valdaj (1977 QV; 1941 FT; 1949 SG; 1966 UH; 1969 EJ1; 1980 BM1) ist ein ungefähr 27 Kilometer großer Asteroid des äußeren Hauptgürtels, der am 19. August 1977 vom russischen (damals: Sowjetunion) Astronomen Nikolai Stepanowitsch Tschernych am Krim-Observatorium (Zweigstelle Nautschnyj) auf der Halbinsel Krim (IAU-Code 095) entdeckt wurde.

## Benennung
(2793) Valdaj wurde nach den Waldaihöhen in der Nähe von Moskau im heutigen Russland benannt. Der Entdecker Nikolai Stepanowitsch Tschernych widmete diesen Namen auch seinem Vater Stepan Semenowitsch Tschernych, der dort am 3. März 1942 im Zweiten Weltkrieg ums Leben gekommen war.